# Council for a Democratic Germany
Der Council for a Democratic Germany (Rat für ein demokratisches Deutschland, CDG) war eine deutsche Exilorganisation in den USA.

## Gründung
Die Gründung des CDG erfolgte am 2. Mai 1944 in New York als Reaktion auf die Gründung des Nationalkomitees Freies Deutschland (NKFD) in Moskau im Juli 1943. Einige Initiatoren brachten Erfahrungen von vorausgegangenen Bündnisversuchen wie dem Lutetia-Kreis mit. Der Council verstand sich als Repräsentanz des deutschen Volkes. Mitglieder waren Linkssozialisten, Sozialdemokraten, Kommunisten, bürgerliche Demokraten, ehemalige Angehörige des Zentrums, Schriftsteller, Künstler, und Wissenschaftler. Dieser „Exilrat“ sollte als Plattform für politische Meinungsbildung und Einflussnahme wirksam werden. Vorsitzender war Paul Tillich, evangelischer Theologe am Union Theological Seminary in New York. Er hat dem CDG sein besonderes politisch-theologisches Gepräge gegeben. Ein vergleichbar breites Spektrum hatte, was Politik und Kultur angeht, keine andere Exilgruppe.

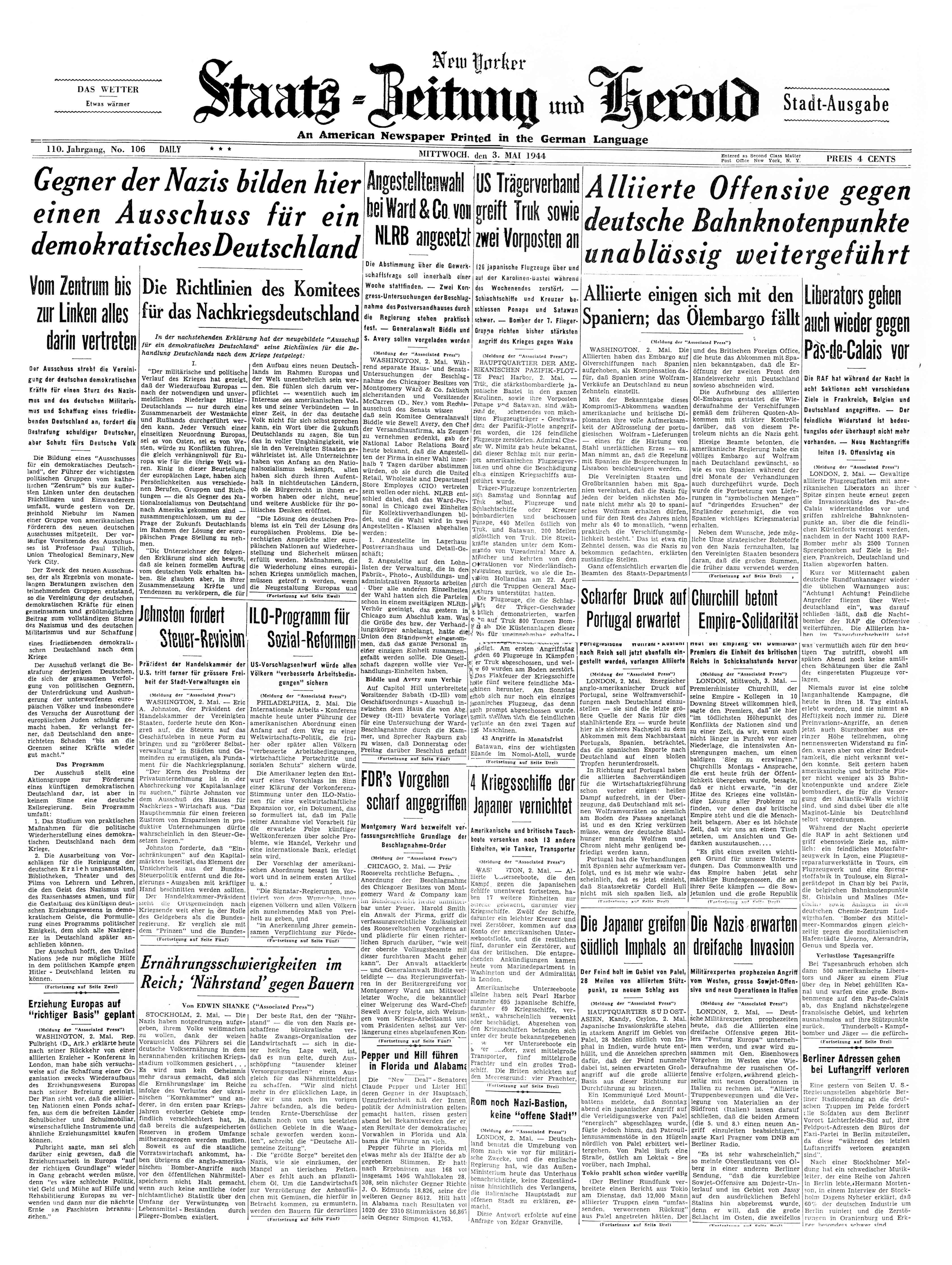
Gründungsaufruf „Council for a Democratic Germany“, New Yorker Staatszeitung und Herold, 1944

Als entscheidend für seinen Erfolg wird die Balance zwischen den verschiedenen Denktraditionen innerhalb des CDG angesehen. Man trat ihm nicht bei, sondern wurde, als Stellvertreter für eine dieser Denktraditionen in ihn berufen.

## Arbeit
Die Entwicklung von Zukunftsmodellen für den gesellschaftlichen Wiederaufbau nach dem Krieg
Der CDG hatte aktuelle Ereignisse aus dem Kriegsgeschehen und aus der politischen Entwicklung kommentiert. Beispiel dafür ist der „Aufruf des Council for a Democratic Germany nach der Invasion der West-Alliierten in der Normandie am 6. Juni 1944“. In verschiedenen Ausschüssen wurden Detailkonzepte für den gesellschaftlichen Wiederaufbau nach dem Kriege beraten. „In insgesamt sieben Fachausschüssen diskutierten Council-Mitglieder Fragen des Gewerkschaftsaufbaues (Leiter: Jacob Walcher), der Verwaltung, der Wirtschaftsstruktur, des Erziehungssystems, des Gesundheitswesens, des Presse- und Nachrichtenwesens und des Wiederaufbaues des Kulturlebens. Anknüpfend an die Gründungserklärung vom Mai 1944 arbeitete der Council dort praktische Vorschläge für die demokratische Neugestaltung Deutschlands aus, mit denen er Denkanstöße, Konzepte sowie Entscheidungs- und Argumentationshilfen liefern und sich in die laufenden Diskussionen der Deutschlandplanung in den USA einschalten wollte.“
Weltpolitische Hemmnisse
Insgesamt muss festgestellt werden, dass die Deklaration des CDG nicht konform ging mit den sich abzeichnenden weltpolitischen Entwicklungen.
Die CDG -Deklaration forderte:
1. ein Selbstbestimmungsrecht der Völker, so auch für Deutschland,
2. „Zusammenarbeit der Westmächte und Russlands“, intellektuell vorpraktiziert im CDG durch die Zusammenarbeit von bürgerlichen und kommunistischen Kräften.

Die weltpolitischen Entwicklungen gegen das CDG-Konzept:
1. Die alliierte Politik der bedingungslosen Kapitulation war immer deutlicher darauf orientiert, für Deutschland das Selbstbestimmungsrecht vorerst außer Kraft zu setzen.
2. Der sich abzeichnende Ost-West-Konflikt mit den Vorboten des Kalten Krieges.

Ende des CDG
Unüberbrückbar gewordene Differenzen zwischen bürgerlich und links orientierten Mitgliedern über das Potsdamer Abkommen und seine politisch-wirtschaftlichen Konsequenzen, für ein ursprünglich gemeinschaftlich gefordertes und verteidigtes ungeteiltes Deutschland, bedeuteten faktisch das Ende des CDG im Herbst 1945, nachdem Frank, Hertz und Baerwald ausgetreten waren. Formal wurde der Council nie aufgelöst.

## Gründungsmitglieder
Die neunzehn Mitglieder des Initiativ-Komitees waren:
- Paul Tillich (Theologe),
- Siegfried Aufhäuser (Sozialdemokrat),
- Horst W. Baerensprung (Sozialdemokrat),
- Friedrich Baerwald (Zentrumspolitiker),
- Felix Boenheim (Kommunist),
- Bertolt Brecht (Schriftsteller),
- Hermann Budzislawski (Linkssozialist),
- Frederik J. Forell (Bekenntnispfarrer),
- Kurt Gläser (Linkssozialist),
- Albert Grzesinski (Sozialdemokrat),
- Karl Frank (Psychoanalytiker und Publizist),
- Paul Hertz (Sozialdemokrat),
- Hans Emil Hirschfeld (Sozialdemokrat),
- Joseph Kaskell (Publizist),
- Julius Lips (Sozialdemokrat),
- Alfons A. Nehring (Sprachwissenschaftler),
- Otto Pfeiffenberger (Rechtsanwalt),
- Albert Schreiner (Kommunist),
- Paul Schwarz, (Diplomat und Schriftsteller),
- Jacob Walcher (Linkssozialist)
- Elisabeth Hauptmann wirkte als „Executive secretary“.

## Interessenten
- Thomas Mann war in die Planungen des CDG einbezogen gewesen, sagte aber seine Teilnahme ab. Er hielt, trotz Einverständnis mit großen Teilen der Erklärung, die Veröffentlichung für vorzeitig. Er vermisste den kritischen Umgang mit der eigenen Nation und den von Deutschen begangenen Verbrechen.